# Sima Milovanov
Sima Milovanov (Bečej, 10 de abril de 1923 - 16 de novembro de 2002) foi um futebolista e treinador iugoslavo que atuava como defensor.

## Carreira
Sima Milovanov fez parte do elenco da Seleção Iugoslava de Futebol, na Copa do Mundo de  1954. 